# مقاطعة لنجة
 مقاطعة لنجة  (بالفارسية: شهرستان لنگه) هي إحدى مقاطعات في
محافظة هرمزغان في جنوب غرب إيران. مركز مقاطعة لنجة هو مدينة بندر لنجة.

## التقسيمات الادارية لمقاطعة لنجة
على أساس التقسيمات الإدارية الحديثة تنقسم مقاطعة لنجة إلى 3 بلدات كبيرة كالتالي :
- البلدة المركزية (لنجة) .

وتشمل 4 قرى كبيرة كالتالي:
- -  دهستان حومه 
  -  دهستان مغویه 
  -  دهستان مهران 
  -  دهستان دژگان

المدن: بندر لنجة
- بلدة شيبكوه .

وتشمل قريتين كبيرتين كالتالي:
- -  دهستان مقام 
  -  دهستان بندر چارک
- بلدة كيش .

تشمل قريتين كبيرتين كالتالي:
- -  دهستان کیش 
  -  دهستان لاوان

## وصلات خارجية
- التقسيمات الادارية لمحافظة هرمزغان